# ماريون لينوكس
ماريون لينوكس (بالإنجليزية: Marion Lennox)‏ هي كاتِبة أسترالية، ولدت في 1953 في أستراليا.

## وصلات خارجية
- الموقع الرسمي